# グアイニ優人
グアイニ 優人（グアイニ ゆうじん、2002年9月12日 - ）は、ジャパンラグビーリーグワンのマツダスカイアクティブズ広島に所属しているラグビーユニオン選手。

## 略歴
2017年、全国ジュニア・ラグビーフットボール大会に兵庫県スクール代表で出場した。
2018年、石見智翠館高等学校（島根県江津市）に入学。高2の時、U17中国地区代表として、全国高等学校合同チームラグビーフットボール大会に出場。2019年3月に全国高等学校選抜ラグビーフットボール大会、2020年12月からの全国高等学校ラグビーフットボール大会に出場。
2021年、帝京大学に進学。4年生となった2024年9月7日に関東大学対抗戦で、帝京大学ラグビー部公式戦に初出場した。
2025年、ジャパンラグビーリーグワンのマツダスカイアクティブズ広島に加入。

## 家族
弟（1学年下）のグアイニ譲二がいる。同じくラグビーをプレー。石見智翠館高等学校から大阪国際大学に進み、2025年度はプレーから離れて大学ラグビー部の広報を担当。